# Slag bij Deptford Bridge
De Slag bij Deptford Bridge, ook bekend als de Slag van Blackheath, vond plaats op 17 juni 1497 nabij het huidige Deptford in het zuidoosten van Groot-Londen, langs de rivier de Ravensbourne. Het was de beslissende veldslag in de Opstand in Cornwall die dat jaar plaatsvond.
Hendrik VII van Engeland had een leger van ongeveer 25.000 mannen bijeengebracht en de opstandelingen misten de ondersteunende cavalerie en artillerie, die in die tijd essentieel waren. Hendrik VII liet een gerucht de ronde doen dat hij de volgende maandag zou aanvallen, maar in plaats daarvan zette hij op zaterdag 17 juni 1497 bij dageraad de aanval in. De opstandelingen werden verslagen. Tussen 200 en 2000 opstandelingen sneuvelden.